# Souls to Deny
Souls to Deny četvrti je studijski album američkog death metal-sastava Suffocation. Diskografska kuća Relapse Records objavila ga je 27. travnja 2004. Prvi je album s gitaristom Guyjom Marchaisom i prvi od albuma Breeding the Spawn s bubnjarom Mikeom Smithom. Na albumi bas-gitaru svirali su gitarist Terrance Hobbs i bubnjar Mike Smith. Autor naslovnici je Dan Seagrave koji je također bio autor naslovnici albuma Effigy of the Forgotten i Breeding the Spawn.

## Popis pjesama
Tekstovi i glazba: Suffocation, osim gdje je navedeno drugačije. 
| 1.    | »Deceit«                  |              | 4:40 |
| 2.    | »To Weep Once More«       |              | 4:31 |
| 3.    | »Souls to Deny«           |              | 5:45 |
| 4.    | »Surgery of Impalement«   |              | 3:51 |
| 5.    | »Demise of the Clone«     |              | 4:36 |
| 6.    | »Subconsciously Enslaved« |              | 4:24 |
| 7.    | »Immortally Condemned«    |              | 6:03 |
| 8.    | »Tomes of Acrimony«       | Keith DeVito | 4:30 |
| 38:20 |                           |              |      |

## Osoblje
Suffocation
- Frank Mullen – vokal
- Guy Marchais – gitara
- Mike Smith – bubnjevi, bas-gitara
- Terrance Hobbs – gitara, bas-gitara

Ostalo osoblje
- Dan Seagrave – naslovnica albuma
- Doug Cerrito – logotip sastava
- David Ungar – fotografije (sastava)
- Joe Cincotta – inženjer zvuka, miks
- Scott Hull – mastering